# Velemyšleves
Velemyšleves är en ort i Tjeckien.   Den ligger i regionen Ústí nad Labem, i den nordvästra delen av landet, 70 km nordväst om huvudstaden Prag. Velemyšleves ligger 241 meter över havet och antalet invånare är 292.
Terrängen runt Velemyšleves är platt. Runt Velemyšleves är det ganska glesbefolkat, med 42 invånare per kvadratkilometer. Närmaste större samhälle är Most, 12,3 km norr om Velemyšleves. Trakten runt Velemyšleves består till största delen av jordbruksmark.